# Владимир Андреевич (князь старицкий)
Влади́мир Андре́евич Ста́рицкий, позже Дмитровский (9 июля 1535, Старица — 9 октября 1569, Боганский ям близ Александровой слободы) — предпоследний удельный князь на Руси, удельный князь старицкий (1541—1566), дмитровский (1566—1569).
Внук великого князя Московского Ивана III Васильевича, двоюродный брат первого русского царя Ивана Грозного. Единственный сын удельного князя Андрея Ивановича Старицкого (1490—1537) и святой княгини Ефросиньи Старицкой (Ефросиньи Андреевны Хованской) (ум. 1569).

## Биография
Родился в Старице 9 июля 1535 года в семье Андрея Ивановича Старицкого. Отец и мать 2 мая 1537 года уехали с сыном из Старицы. Отец, взбунтовавшись против правительницы Елены Глинской при малолетнем великом князе Иване IV, едет с семьёй в Великий Новгород, пытаясь «засести» там. Посланные правительницей воеводы захватили всё семейство в селе Тухоле (на реке Нише, в 15 верстах к востоку от озера Ильмень) и привезли в Москву. Здесь его отец и мать были заключены в тюрьму, а малолетнего князя Владимира «дали Федору Карпову блюсти». Отец умер 11 декабря 1537 года.
Князь И. Ф. Бельский, возглавивший опекунский совет над Иваном IV, 22 декабря 1540 года, по совету митрополита Иосафа Скрипицына и Боярской думы, от имени великого князя снял опалу с князя Владимира и его матери и освободил князя Владимира.

… пожаловал князь великий Иван Васильевич всея Русии, по печалованию отца своего Иоасафа митрополита и боляр своих, князя Владимира Андреевича и матерь его княгиню Ефросинию, княже Андреевскую жену Ивановича, из нятства выпустил, и велел быти князю Владимиру на отца его дворе на княже Андреевском Ивановича и с материю.

Великий князь принял 25 декабря 1541 года семейство у себя во дворце и во время приёма князю Владимиру был возвращён в прежних размерах старицкий удел: «вотчину ему отца его отдал и велел у него быти бояром иным и дворецкому и детем боярьским не отцовским». Произведена замена прежнего княжеского двора удельного князя, сформирована Дума, ведомства дворца и казны удела, всё это было произведено в политических целях, так как князя Владимира продолжали рассматривать, как претендента на московский престол.
В декабре 1542 года выезжает в свите Ивана Грозного и его брата Юрия Васильевича Углицкого в их поездке в Боровск, Можайск и Волок.
В мае 1545 года вновь сопровождает братьев в их богомольной поездке в Троице-Сергиев монастырь,
Осенью 1546 года в их поездке в Великий Новгород. По пути из Москвы в Новгород заехали в Кирилло-Белозерский монастырь. В Новгороде остановился для проживания на дворе колокольного мастера Ивана Афанасьева. Летом этого же года упомянут в Боярской думе при решении вопроса о поставлении Шах-Али казанским ханом.
В феврале 1547 года упомянут тысяцким на свадьбе Ивана Грозного и Анастасии Романовны Захарьиной. Летом 1547 года, зимой 1547—1548 и 1549—1550 годов оставлен в Москве и формально возглавляет работу Боярской думы на время подготовки и государева Казанского похода.
В 1549 году в Москве заменял Ивана IV, который возглавлял тогда второй поход на Казань.
В мае 1550 года, по «пожалованию» царя, берёт в супруги Евдокию, дочь боярина Александра Михайловича Нагого. Венчает молодых митрополит Макарий. В этом же году участвует в вопросах рассмотрения и принятия Судебника 1550 года и приговора об ограничении местничества.
Зимой и весной 1551 года, совместно с другими боярами, рассматривал и принимал решение о строительстве Свияжска, участвовал в заседаниях Стоглавого собора.
В 1552 году князь Владимир во время третьего похода на Казань находился в составе царского полка, участвовал в осаде Казани и взятии города приступом. Иван Грозный благодарил его за ратные труды и подвиги. В этом же году новгородский архиепископ Серапион предписал новгородцам молиться о здоровье князя Владимира Андреевича.

### Болезнь царя

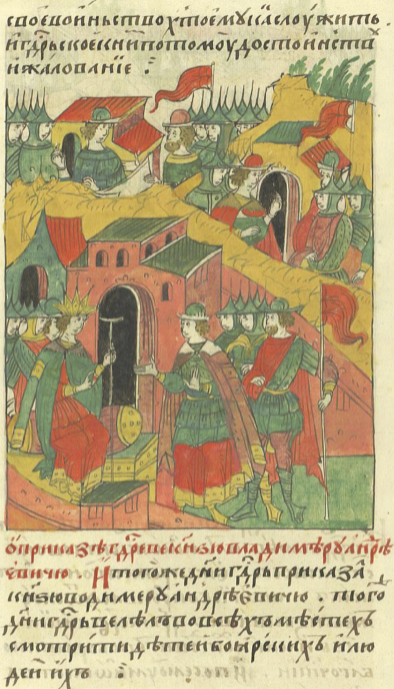
Иван IV поручает Владимиру Старицкому собирать полки для похода на Астрахань

В кризисные дни болезни царя с 11 по 13 марта 1553 года, мать Ефросиния Андреевна пыталась возвести на трон своего сына в обход старшего сына царя Ивана IV — малолетнего царевича Дмитрия Ивановича. Евдокия вела переговоры с рядом бояр, публично раздавала на дворе Старицких в Московском кремле денежное жалование служилым дворянам удела, отказывалась приложить печать к присяжной записи на имя царя и царевича Дмитрия Ивановича. Придворные разделились на две партии, и победа досталась сторонникам царя. Была составлена крестоприводная запись на верность царевичу Дмитрию, которую Владимира заставили подписать 12 марта, несмотря на возражения матери. К самой Ефросинье бояре трижды посылали требование, «чтоб и она привесила свою печать к крестоприводной записи», что ею было сделано, но «много она бранных речей говорила». Существует мнение, что Владимир был вполне доволен предложенным ему местом главы опекунского совета при малолетнем Дмитрии и по этой причине дал присягу царевичу.
После выздоровления царя Владимир за участие в попытке государственного переворота попал в немилость и был сослан в свой удел, где построил уникальный шатровый Борисоглебский собор, но опала продолжалась недолго.
В мае — июне 1553 года возглавлял Боярскую думу в Москве во время поездки царской семьи по северным монастырям, в июле отпущен царём с войском в Серпухов в связи с угрозой нападения крымского хана Девлет-Гирея, весной и осенью присутствовал на крещении и свадьбе Ядыгар-Мухаммеда.

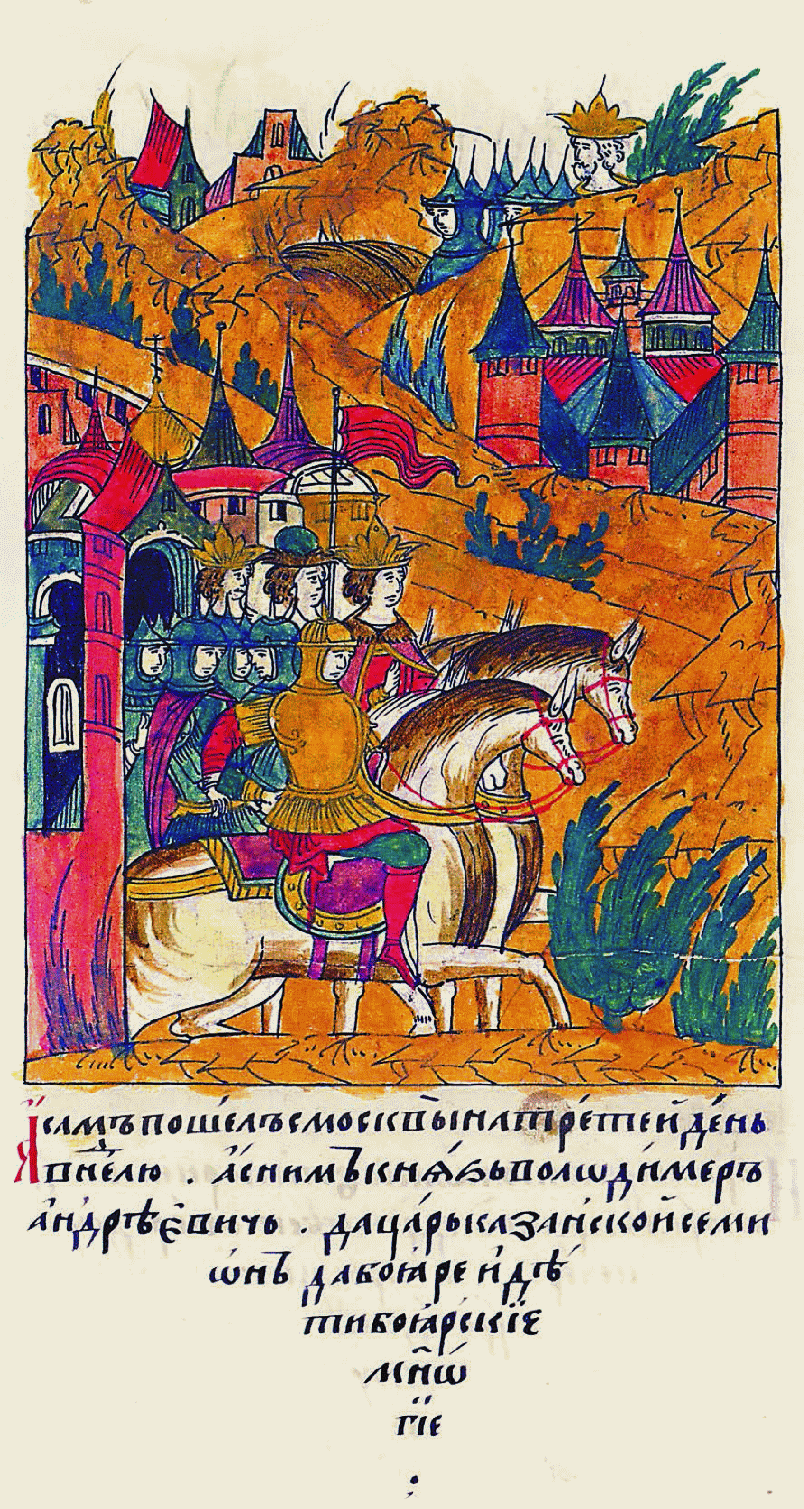
Иван Грозный, Симеон и Владимир Андреевич Старицкий выступают на Девлет-Гирея

В апреле и мае 1554 года дал ещё две крестоцеловальные записи на верность царю и о «не подыскании под ним государства». В этом же году после рождения у царя сына Ивана, Владимир Старицкий был назначен опекуном царевича, главой регентского совета и был объявлен правителем государства в случае, если царевич умрёт в малолетстве. Одновременно Владимир дал присягу новому сыну Грозного, которая существенно ограничила его права как удельного князя. Он должен был жить в Москве, а не в своём уделе, и иметь при себе в Кремле не более 108 дворян включая и обслугу, «а боле того людей у себя во дворе не держати, а опричь того служилых людей своих всех держати в своей отчине». Как один из опекунов он был должен согласовывать все свои действия с царицей и другими опекунами, доносить о враждебных замыслах и речах лиц на царской службе и своего удела, но прежде всего — о собственной матери. В составленном в этом году завещании царя князь Владимир был назван наследником трона, если царевич Иван скончается в малолетстве. В октябре 1554 года принимал Государя в своём селе Городня.
В апреле 1555 года вторично женится на Евдокии Романовне Одоевской. На свадьбе присутствовал царь и все бояре с супругами. В июне этого же года вместе с Государём идет с войском к Туле держать оборону от нападения крымского хана Девлет-Гирея. Весной по требованию Ивана Грозного уступил ему из своего удела Верею, Алексин и Старицу, а взамен жалован Дмитровым, Боровском и Звенигородом.
Летом 1556 года участвует в заседаниях Боярской думы о смотре и верстании служилого дворянства.
Весной 1558 и 1559 годов в Думе рассматривает вопрос о разрядах «по крымским вестем».
У князя Владимира Андреевича 20 февраля 1560 года родилась дочь Евдокия и уже на следующий день его посетил царь с сыном Иваном и боярами «и порадовавшася с ним и овощи кушали». В июле того же года вместе с Государем руководил тушением сильного пожара в Москве, а в августе присутствовал на похоронах царицы А. Р. Захарьиной-Юрьевой.
В августе 1561 года участвовал в торжествах по случаю свадьбы Государя с Марией Темрюковной.
Осенью 1562 года в Боярской думе рассматривал вопрос о походе на Полоцк.

### Первый донос
В январе 1563 года Старицкий прибыл в Великие Луки, где в это время уже был царь в связи с подготовкой похода на Полоцк. В январе-феврале командует Большим полком во время похода на Полоцк. При возвращении Государя из похода в начале марта 1563 года «дал на него пиры» в Старице, где присутствовала и его мать.
В июне «положен был гнев» царский на него и на его мать. Дьяк Савлук Иванов доносил царю, что его мать княгиня Евфросиния и он «многие неправды ко царю… чинят», а его самого (Савлука) держат в тюрьме. Официальное следствие подтвердило предъявленные обвинения и «неисправления и неправды».
Царь подверг князя Владимира Старицкого опале, однако благодаря заступничеству митрополита Макария и епископов, в конце июля — начале августа, на время «гнев свой им отдал».

Царь вызвал епископов, чтобы получить их согласие на суд. Митрополит Макарий и епископы посоветовали Ивану IV простить Старицких. Иван IV послушался, но вслед за тем взял бояр, дьяков и других придворных князя Владимира на свою службу и заменил их людьми, в чьей верности он мог быть уверен. Это было равноценно организации слежки за князем Владимиром.

После этого мать Владимира изъявила желание принять монашеский постриг с именем Евдокия, на что было получено согласие царя (старица Евдокия удалилась в основанный ею Воскресенский Горицкий монастырь и «поволи же ей государь устроити ествою и питьём и служебники и всякими обиходы по её изволению»). По мнению исследователей, Евдокия и была основным виновным лицом, так как Владимиру Иван «вотчиною своею повеле ему владети по прежнему обычаю». Позднее Иван Грозный писал об этом процессе против Старицких: «А князю Владимиру почему было быти на государстве? От четвёртого удельного родился. Что его достоинство к государству, которое его поколенье, разве вашие (бояр) измены к нему, да его дурости? <…> Яз такие досады стерпети не мог, за себя есми стал».
В 1564 году у удельного князя был сменён персональный состав Думы, верхних слоёв двора и приказных. В январе этого же года участвовал в погребении московского митрополита Макария, в марте в поставлении митрополитом Афанасия, а в ноябре Иван IV произвёл с князем Владимиром мену землями: вместо Вышгорода на реке Протве и четырёх сёл в Можайский уезде Владимиру был дан город Романов на Волге, с уездом, но без Пошехонья и Борисоглебской рыбной слободы. По мнению исследователей, это был обычный хозяйственный обмен без политических целей. При введении опричнины у князя Владимира Андреевича отобрали двор князей Старицких в Московском кремле, который вернули только летом 1566 года.
В январе и марте 1566 года Государь начал репрессии против князя Владимира Старицкого, рассматривая его, как некое знамя оппозиционных сил и претендента на русский престол. Он лишил Владимира Старицкого удела (взят в опричнину), Алексина и Вереи и заменил его Дмитровом, Боровском, Звенигородом и Стародуб-Ряполовским и рядом сёл и волостей в Московском и Стародубском уездах. В июне этого же года князь Владимир Старицкий присутствовал при поставлении митрополитом игумена Соловецкого монастыря Филиппа и участвовал в Земском соборе о продолжении Ливонской войны 1558—1583 годов.
В октябре 1567 года вместе с Государём и его сыном Иваном приехал в Новгород и остановился на Холопьей улице. По некоторым данным, князь Владимир Старицкий в это время замышлял уехать к польскому королю Сигизмунду II Августу. В ноябре 1567 года князь Владимир Старицкий выдал царю бояр — участников заговора, характер и цели которого не вполне ясны, но в любом случае шла речь о возможном воцарении его самого. В результате чего зимой — весной 1568 года последовали массовые казни по делу боярина Ивана Петровича Фёдорова-Челяднина.

### Опала и смерть

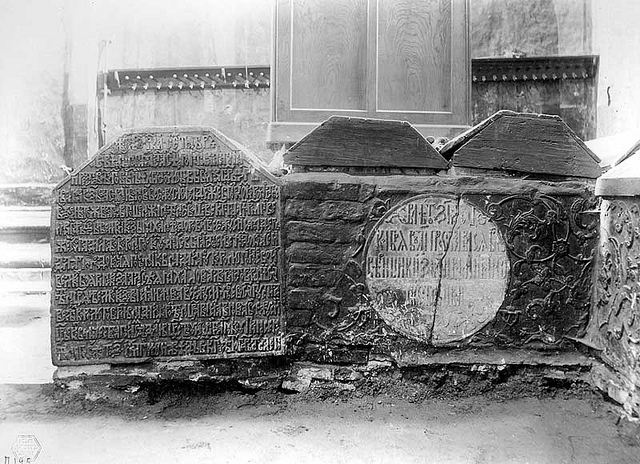
Вид торцов надгробий царя Василия Шуйского (1557—1613), князей Старицких: Владимира Андреевича (после 1533—1569), Василия Владимировича (ок. 1552—ок. 1574) и Андрея Ивановича (1490—1536).

Весной 1569 года, в канун летнего похода турецко-крымской армии на Астрахань, князь Владимир Старицкий был назначен Иваном IV командующим резервной армией, базирующейся в Нижнем Новгороде. Приём, устроенный ему жителями Костромы, через которую он проезжал, послужил поводом для окружения царя оговорить перед ним Владимира.
В сентябре 1569 года князя Владимира Старицкого с семьёй вызвали в Александровскую слободу, по доносу повара, обвинившего князя в «умысле» на жизнь Ивана Грозного. На подъезде к государевой резиденции опричное войско внезапно окружило лагерь Владимира Старицкого. Василий Грязной и Малюта Скуратов предъявили полученные под пыткой показания царского повара о том, что Владимир приказал ему отравить царя.
Князь Владимир Старицкий был казнён 9 октября 1569 года по подозрению в причастности к смерти Марии Темрюковны и в покушении на царскую жизнь. Его отравили в деревне Слотине (в 3 верстах от Александровской слободы), а по другим данным это произошло «на Богону» Боганской ямской станции между Троице-Сергиевым монастырём и Переславлем-Залесским. Тогда же, по приговору опричного суда, казнена его вторая супруга и дочь (по другим данным казнены ещё два сына). Практически одновременно 11 октября (по другим данным — 20 октября) «дымом задушена в избе на судне» мать князя Владимира Андреевича — инокиня Евдокия Старицкая с 12 боярынями.
Князь Владимир Старицкий был похоронен в родовой усыпальнице в Архангельском соборе Московского кремля в северо-западном углу, на той стороне, где «опальные князи кладутца». При этом на его надгробии не были написаны надписи эпитафий, что вероятно связано со стремлением предать могилу опального князя забвению.
В отношении имущества князя Владимира царь сделал следующее распоряжение: «А что был дали есьми князю Володимеру Ондреевичу в мену, против его вотчины, городов, и волостей, и сел… и князь Володимер предо мной преступил, и те городы… сыну моему Ивану».
В живых остались четверо из детей Владимира — сын Василий, умерший в 1574 году (за год до смерти Иван IV вернул ему старицкий удел отца), видимо, бездетным, Еуфимия (Евфимия) — первая невеста герцога Магнуса, умершая в 1571 году, Евдокия, умершая в конце 1570 года и дочь Мария, выданная по политическим соображениям Иваном Грозным замуж за Магнуса Ливонского и умершая в 1597 году.
Казнь семьи князей Старицких произвела большое впечатление не только на Руси, но и в Польше. В 1571 году отправляя русское посольство в Польшу, московское правительство давало им указание, как говорить о казни близких родственников царя. Наказ возлагал всю вину на самих князей Старицких и в общих выражениях предписывал, что они замышляли лихое дело против царя и хотели его с детьми «изпортити». А к ним ещё пристали некоторые «воры» из бояр и дворян.
Имена князя Владимира Андреевича с семьёю внесены в синодик Опальных людей Ивана Грозного.

## Сообщения о смерти
Сообщения о смерти князя Владимира весьма противоречивы:
- Пискарёвский летописец начала XVII века: «И заехал князь велики на ям на Богону и тут его опоил зелием и со княгинею и з дочерию большею. А сына князя Василия и меньшую дочь пощадил»[24].
- Итальянский наёмник Александр Гваньини в своих воспоминаниях сообщает, что Владимиру Андреевичу отсекли голову.
- Польский проповедник Пауль Одерборн — что его зарезали.
- Немецкий наёмник Генрих Штаден, служивший в России в 1564—1576 годах опричником, в своих «Записках о Московии» пишет[25]:

… великий князь открыто опоил отравой князя Володимира Андреевича; а женщин велел раздеть донага и позорно расстрелять стрельцам. Из его [то есть Владимира Андреевича] бояр (Boiaren oder Knesen) никто не был оставлен в живых.

- Андрей Курбский также сообщает, что опричники расстреляли жену Старицкого и двух его сыновей из «ручниц»[26].

## Семья

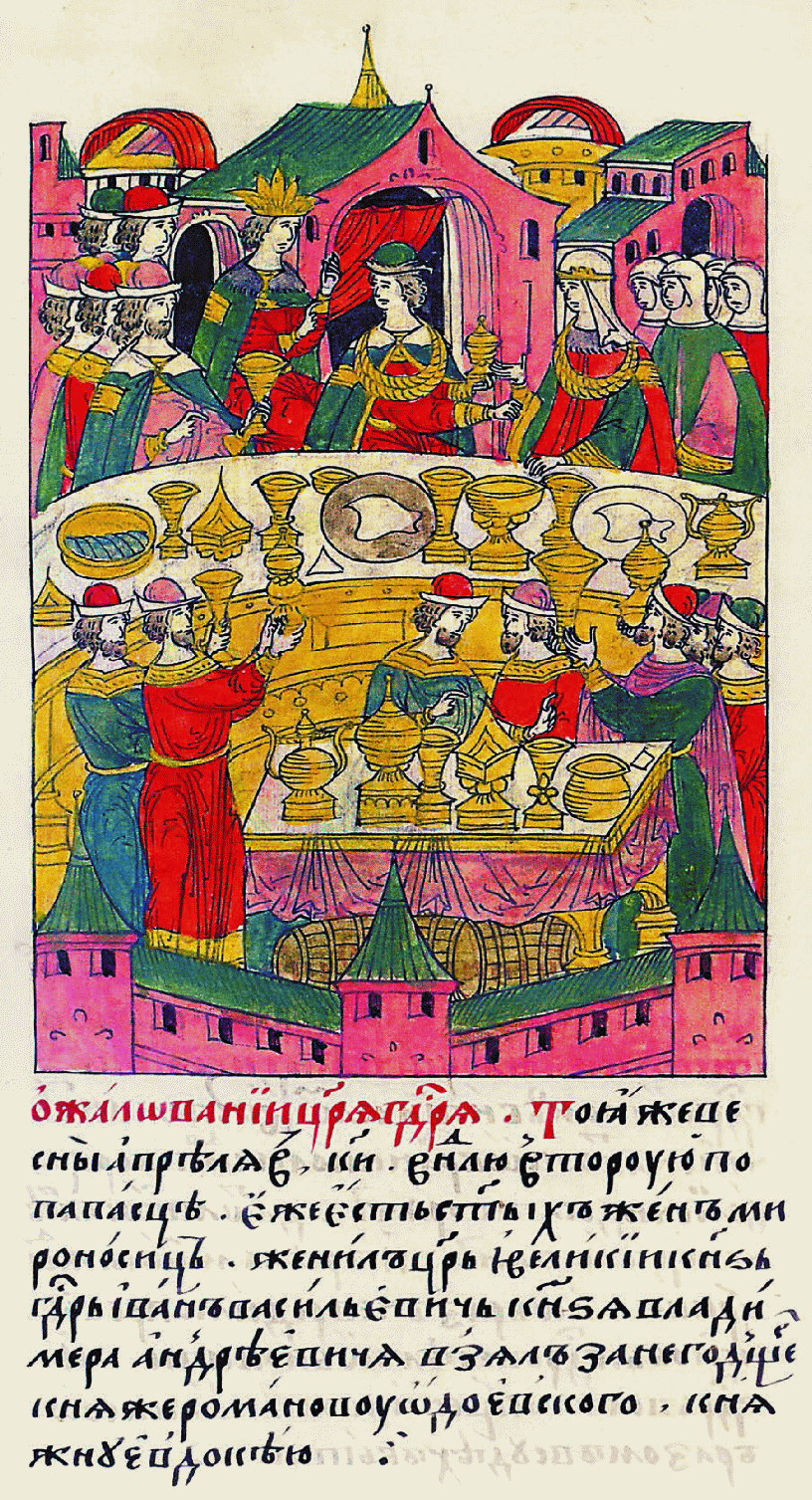
Лицевой летописный свод Женитьба Владимира Старицкого на дочери Романа Одоевского, княжне Евдокии

### Браки
1. 18 или 31 мая 1550 года: Евдокия Нагая[6] (ум. 1554 году). Брак представительницы рода Нагих с двоюродным братом царя способствовал их возвышению. Однако в 1555 году Евдокия приняла постриг в суздальском Покровском монастыре под именем Евпраксии, где умерла около 1597 года[27]. В 1580 году её племянница Мария Нагая стала седьмой женой Ивана Грозного.
2. 28 апреля 1555 года: Евдокия Романовна Одоевская[14] (в 1569 году была отравлена вместе с мужем). Была двоюродной сестрой князя Андрея Курбского, который позднее писал Ивану IV: «сестру мою силой от меня взял и отдал за того брата своего»[28].

### Дети

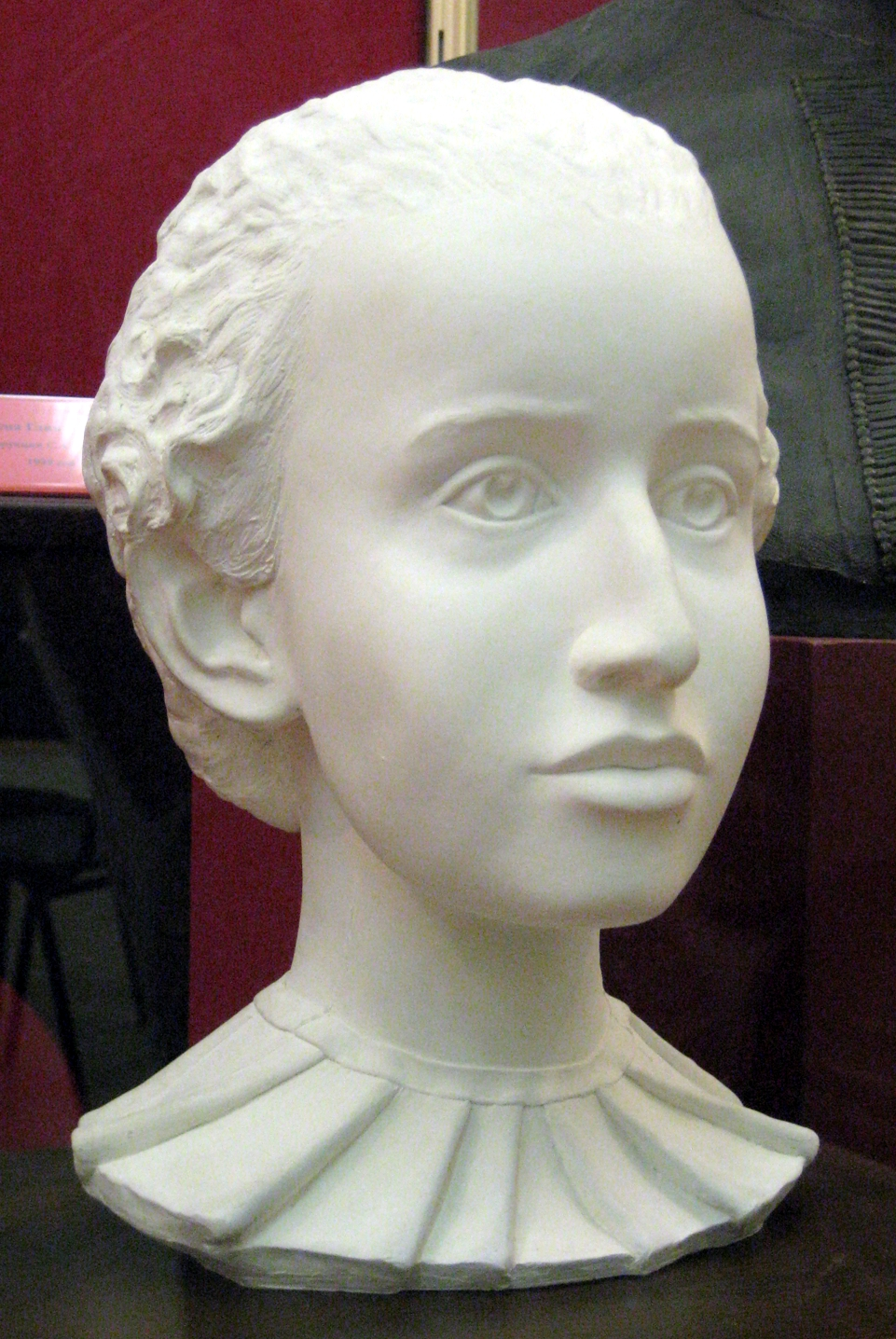
Мария, старшая дочь Владимира. Отравлена в возрасте 9 лет. Реконструкция по черепу

Точное количество детей и обстоятельства их гибели не ясны. Упоминаются следующие:
от первого брака
1. Василий Владимирович Старицкий (1552—1573)
2. Еуфимия (Евфимия) Владимировна Старицкая (1553—1571) — первая невеста герцога Магнуса[29].

от второго брака
1. Мария Владимировна Старицкая (до 1560 — 9 октября 1569)
2. Мария Владимировна Старицкая (1560—1597) — вторая невеста и жена герцога Магнуса.
3. Евдокия Владимировна Старицкая (1561 — 20 ноября 1570)
4. Юрий Владимирович Старицкий (1563— казнён 1569)
5. Иван Владимирович Старицкий (1569— казнён 1569)
6. Анастасия Владимировна Старицкая (? — 7 января 1569)
7. Татьяна Владимировна Старицкая (? — 8 января 1564)

## В искусстве
В фильме «Иван Грозный» (1944 год) Сергея Эйзенштейна роль князя Владимира играет Павел Кадочников. Князь изображён слабым и безвольным человеком, которым манипулируют бояре-заговорщики во главе с его матерью.
Заподозрив князя в измене, Иван Грозный обряжает его в свой наряд, надевает ему на голову шапку Мономаха и велит возглавить людей, идущих в храм на молитву. Боясь разоблачения и царского гнева, князь Владимир идёт по тёмному нефу церкви, где один из заговорщиков убивает его ножом.
В телесериале «Иван Грозный» 2009 года Андрея Эшпая роль Владимира Старицкого играет Роман Артемьев.
В телесериале «Грозный» (2020) в роли Владимира Старицкого снялся Артём Ткаченко. Князь изображён смиренным человеком, который полностью доверял Ивану Грозному и выпил яд, считая что там «святая вода». Жена Владимира затем на глазах царя заставила выпить яд детей и отравилась сама.